# تانگا
تانگا یکی از شهرهای کشور تانزانیا و مرکز استان تانگا می‌باشد.
برپایه نتایج سرشماری عمومی نفوس و مسکن که در سال ۲۰۰۲ توسط دولت تانزانیا انجام شد جمعیت این شهرستان بالغ بر ۲۴۳٬۵۸۰ نفر اعلام شده‌است . تانگا یکی از بزرگترین شهرهای کشور تانزانیا می باشد .
شهر تانگا در ساحل اقیانوس هند و در نزدیکی مرز کنیا قرار گرفته است . محصولات عمده ای که از این شهرستان صادر می شوند چای قهوه شکر و الیاف می باشد . 